# Back at It
Back at It è un singolo del rapper statunitense Lil Mosey, pubblicato il 26 giugno 2020 come secondo estratto dalla ristampa del secondo album in studio Certified Hitmaker.
Nel brano ritroviamo la partecipazione del rapper statunitense Lil Baby.

## Tracce
Testi e musiche di Lathan Echols, Avendano Diego Javier, Dominique Jones, Germán Valdés, Joel Banks, Taylor Banks e Xavier Walker Thompson.
1. Back at It (feat. Lil Baby) – 2:36

## Formazione
Musicisti
- Lil Mosey – voce
- Lil Baby – voce aggiuntiva

Produzione
- Bankroll Got It – produzione
- Diego Ave – produzione
- Zay Garçon – produzione
- German "Jae Roc" Valdes – produzione vocale, registrazione
- Fabian Marasciullo – missaggio
- Thomas McLaren – assistenza al missaggio
- Matthew "Mattazik Muzik" Robinson – registrazione

## Classifiche
| Classifica (2020) | Posizione massima |
| ----------------- | ----------------- |
| Stati Uniti       | 109               |